# Annelien Coorevits
Annelien Coorevits, belgijski model, * 3. december 1986, Wijtschate.
Leta 2007 je postala Miss Belgije.